# Эрк (партия)

Страница Свидетельства о регистрации партии «Эрк»

Демократи́ческая па́ртия «Эрк» (узб. “Erk” demokratik partiyasi, "Свобода") — правая оппозиционная политическая партия, основанная 30 апреля 1990 года в Ташкенте. Первая официально зарегистрированная политическая партия в истории независимого Узбекистана — партия была зарегистрирована в Министерстве юстиции Республики Узбекистан 3 сентября 1991 года. 
В 1994 году партия не смогла пройти перерегистрацию по новым законам о политических партиях и организациях.

## Основные цели деятельности
Как написано в одноимённой графе Свидетельства о регистрации: создание независимого демократического государства.

## Руководство
- Лидер партии: Мухаммад Салих;
- Генеральный секретарь партии: Атаназар Ариф.

## Официальная газета партии
Газета «ЭРК», зарегистрирована в Узкомпечати 19 сентября 1991 года за № 000092, издавалась с 1990 года на узбекском и русском языках.

## История
Демократическая партия «Эрк» была основана 30 апреля 1990 года узбекским поэтом и диссидентом, народным депутатом Верховного Совета Узбекистана
На конец 1991 года, членами демократической партии «Эрк» являлись свыше 10 тысяч человек по всему Узбекистану, и партия имела свои отделения и первичные организации во всех областях, районах и городах страны. Осенью 1991 года было объявлено о проведении первых выборов президента независимого Узбекистана. Единственным соперником действующего президента республики — Ислама Каримова, который выдвигался от правящей Народно-демократической партии Узбекистана (преемница Коммунистической партии Узбекской ССР) стал лидер демократической партии «Эрк» и секретарь Союза писателей Узбекистана — Мухаммад Салих. По итогам президентских выборов, состоявшихся 29 декабря 1991 года, действующий президент Ислам Каримов по официальным данным набрав 87,1 % (8,514,136 человек) голосов избирателей стал первым президентом независимого Узбекистана. Мухаммад Салих по официальным данным набрал 12,7 % (1,220,474 человек) голосов наблюдателей и проиграл выборы. Согласно объявленным до этого по радио Узбекистана данным — 33 % голосов, согласно подсчётам независимых наблюдателей по данным доверенных лиц кандидата партии, Мухаммад Салих набрал больше 50 %. Доверенные лица кандидата демократической партии «Эрк» рассказывали, что в некоторых избирательных округах протоколы по результатам выборов подвергались изменениям без их согласия и передавались в ЦИК без их подписи. Согласно сообщениям, в офис партии «Эрк» работников центральной типографии, где печатались избирательные бюллетени, общее количество избирательных бюллетеней, выданных избирательным участкам, на 50 % превышало число избирателей.
Партия «Эрк» является автором законопроекта «Декларация Независимости», инициатором его рассмотрения и утверждения. Сессия Верховного Совета Узбекистана, день спустя после утверждения повестки дня и начала своей работы, 20 июня 1990 года пересмотрела свою повестку дня, дополнила её вопросом о независимости республики и утвердила представленный партией «Эрк» проект «Декларация Независимости» вопреки отчаянному сопротивлению возглавляемого Исламом Каримовым ЦК Компартии Узбекистана. При этом по требованию Горбачёва М. С., Генерального Секретаря КПСС, с которым во время работы сессии держал связь по телефону второй секретарь ЦК Компартии Узбекистана Ефимов А. С., в проект были внесены малые поправки, некоторые из них вносились после голосования и утверждения Сессией полного текста, но изменить дух проекта все эти поправки не смогли.

## Съезды

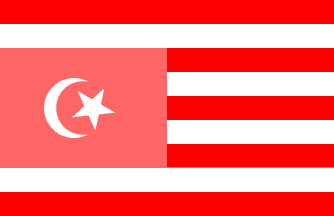
Флаг Бухарского восстания 1922—1923 (использовался партией «Эрк»)

Первый (Учредительный) съезд партии состоялся 30 апреля 1990 года в Ташкенте, в областном Доме Знаний по улице Абай. Съезд принял Программу и Устав партии (c докладом выступил Атаназар Ариф), избрал Центральный Совет и председателя партии. Председателем партии был избран известный поэт Мухаммад Салих, работавший тогда Секретарём Союза писателей Узбекистана, а заместителем председателя партии (в последующем съезде партии вместо этой партийной должности были введены должности Главного Секретаря и Секретарей ЦС партии) был избран учёный-физик Атаназар Ариф, работавший тогда в Ташкентском политехническом институте заместителем председателя профкома института.
Второй съезд партии состоялся 3 февраля 1991 года в Ташкенте, в старом актовом зале Узбектуризма (здание этого актового зала ныне отсутствует). Съезд принял поправки и добавления к Уставу и Программе партии, в частности, были введены должность Главного секретаря Центрального Совета и должности секретарей Центрального Совета. Главным секретарём Центрального совета был избран писатель Ахмад Аъзам, а секретарями Центрального Совета — Атаназар Ариф и Хамидулла Нурмухаммад.
Третий съезд партии состоялся 25 августа 1991 года в Ташкенте, в новом актовом зале Узбектуризма в гостиничном комплексе Тата. Съезд выразил свой протест по поводу узурпации и насильственного захвата власти со стороны ГКЧП во главе с Янаевым, против поддержки ГКЧП со стороны руководства Узбекистана. Съезд изложил свои требования и предложения перед руководством Узбекистана по поводу реализации Декларации Независимости Узбекистана, принятой 20 июня 1990 года по инициативе партии «Эрк», в частности, был предложен проект закона о реализации Декларации Независимости.
Материалы третьего съезда вместе с заявлением о государственной регистрации партии и списком около 4-х тысяч, при необходимом минимуме 3 тысячи, членов партии были сданы в Министерство юстиции Узбекистана и 3 сентября 1991 года минюст утвердил госрегистрацию и выдал Свидетельство № 039 о регистрации партии «Эрк».
Четвёртый съезд партии состоялся 25 сентября 1993 года в Ташкентском Дворце Железнодорожников. По количеству розданных партийных билетов и по данным, использованным для установления нормы делегирования общее число членов партии перед съездом составляло около 54 тысяч. В работе съезда не смог непосредственно участвовать лидер партии Мухаммад Салих, который находился в вынужденной эмиграции. Съезд прошёл в условиях жёсткого надзора силовых структур властей. Работой временного комитета по организации съезда и самого съезда руководил Атаназар Ариф. Съезд принял поправки к Уставу партии, избрал председателя, Центральный совет и другие руководящие органы партии. Председателем партии, вопреки требованиям властей, вновь был избран Мухаммад Салих, несмотря на то, что он в это время находился в эмиграции.
Пятый съезд партии состоялся 22 октября 2003 года в Ташкентском Дворце культуры общества слепых по улице Чопаната. Съезд принял поправки и добавления к Уставу и Программе партии, в частности, введен партийный пост Кандидат партии в президенты Узбекистана, установлен внутрипартийный порядок многоэтапного отбора кандидата на этот пост, избрал Центральный Совет и другие руководящие органы партии. Лидером партии был избран Мухаммад Салих, а генеральным секретарём — Атаназар Ариф.

### Партия после смерти Ислама Каримова
После смерти первого президента Узбекистана Ислама Каримова 2 сентября 2016 года, и прихода вместо него Шавката Мирзиёева, партия пока не смогла вновь легализовать свою деятельность.
В марте 2018 года бывший председатель СГБ Республики Узбекистан Ихтиёр Абдуллаев (в сентябре 2019 года приговорён к 18 годам лишения свободы) в ходе своего выступления на 14-м заседании Сената Олий Мажлиса Республики Узбекистан заявил следующее: «У нас есть данные, что негосударственные оппозиционные партии «Эрк» и «Бирлик» обращались в Министерство юстиции. Их основная цель на сегодня — легализовать свою деятельность, а завтра — нарушить мир и спокойствие в нашей стране». Эксперт по Центральной Азии Аркадий Дубнов, комментируя эти слова, отметил: «Обратите внимание на ключевые слова о негосударственных оппозиционных партиях «Эрк» и «Бирлик», сказанные шефом СГБ. Они означают, что господин Абдуллаев, сформированный как чиновник советской и постсоветской каримовской системой, не представляет себе, что политические партии создаются не государством, а людьми, имеющими собственные взгляды, отличающимися от мнения руководства, но желающими блага своей стране и согражданам». Слова Абдуллаева также восприняли озабоченно ряд узбекистанских и иностранных правозащитников и оппозиционеров, а также международные организации, такие как Human Rights Watch. Из-за невозможности участия на выборах настоящей оппозиции, эксперты оценили эти выборы как не соответствующие настоящим демократическим принципам. 
Председатель ЦИК Республики Узбекистан Мирза-Улугбек Абдусаламов заявил, что на выборах имеют право участвовать в том числе не входящие в нынешний парламент политические партии и силы при выполнении некоторых условий, и ни о никаких запретах и ограничений в отношении их нет и допустил их участия в следующих выборах. Говоря о внепарламентской оппозиции, Абдусаламов упомянул демократическую партию «Эрк» и партию «Бирлик», назвав их старейшими политическими силами страны. Впервые в новейшей истории страны, официальное лицо Узбекистана в своём интервью добровольно упомянул и произнёс названия этих партий, упоминание и публичное произнесение которых в период диктатуры бывшего президента страны Ислама Каримова были под тотальным и жестким табу.